# Bonte dwergpatrijs
De bonte dwergpatrijs (Perdicula erythrorhyncha) is een vogel uit de familie fazantachtigen (Phasianidae). De wetenschappelijke naam van de soort is voor het eerst geldig gepubliceerd in 1832 door Sykes.

## Voorkomen
De soort is endemisch in India en telt 2 ondersoorten:
- P. e. blewitti: centraal en zuidoostelijk India.
- P. e. erythrorhyncha: zuidwestelijk India.

## Beschermingsstatus
Op de Rode Lijst van de IUCN heeft de soort de status veilig.